# Hundeherz

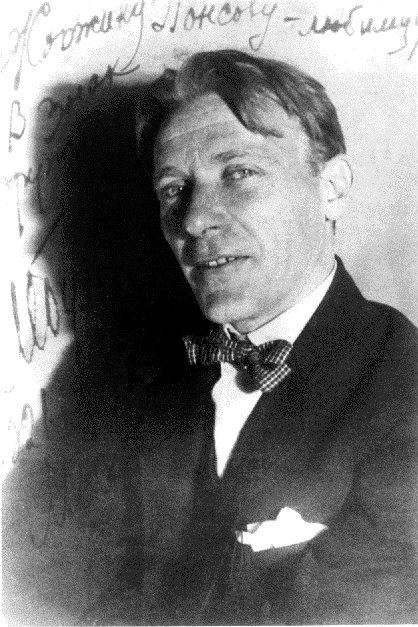
Michail Bulgakow (1926)

Hundeherz (Originaltitel russisch Собачье сердце, transkribiert Sobatschje serdze) ist eine Erzählung des russischen Schriftstellers Michail Bulgakow. Sie ist eine zynische Satire auf den von der Sowjetunion propagierten „neuen sowjetischen Menschen“ und handelt von einem durch ein Experiment entstandenen grobschlächtig-ruchlosen „Hundemenschen“, der sich zum Alptraum für seinen Schöpfer entwickelt.
Verfasst wurde das Werk 1925, zur Zeit der Neuen Ökonomischen Politik (NÖP), als in der Sowjetunion  kapitalistische Wirtschaftsmechanismen teilweise wieder eingeführt wurden, was heftige politische Auseinandersetzungen und Kämpfe mit sich brachte und auch einen grundlegenden Wandel in der Partei selbst zur Folge hatte: Der kommunistische Idealist trat in den Hintergrund zugunsten des kommunistischen Bürokraten. Obschon die NÖP zu einer relativ gemäßigten Haltung gegenüber Schriftstellern und Künstlern führte, wurde Hundeherz, mit seinen unverkennbaren allegorischen Anspielungen auf Widersprüche zwischen ursprünglichen revolutionären Hoffnungen, offizieller Propaganda und den Realitäten der NÖP-Zeit, verboten. Erst 1987, 47 Jahre nach dem Tode des Autors, konnte die Erzählung in der Sowjetunion erscheinen.

## Handlung

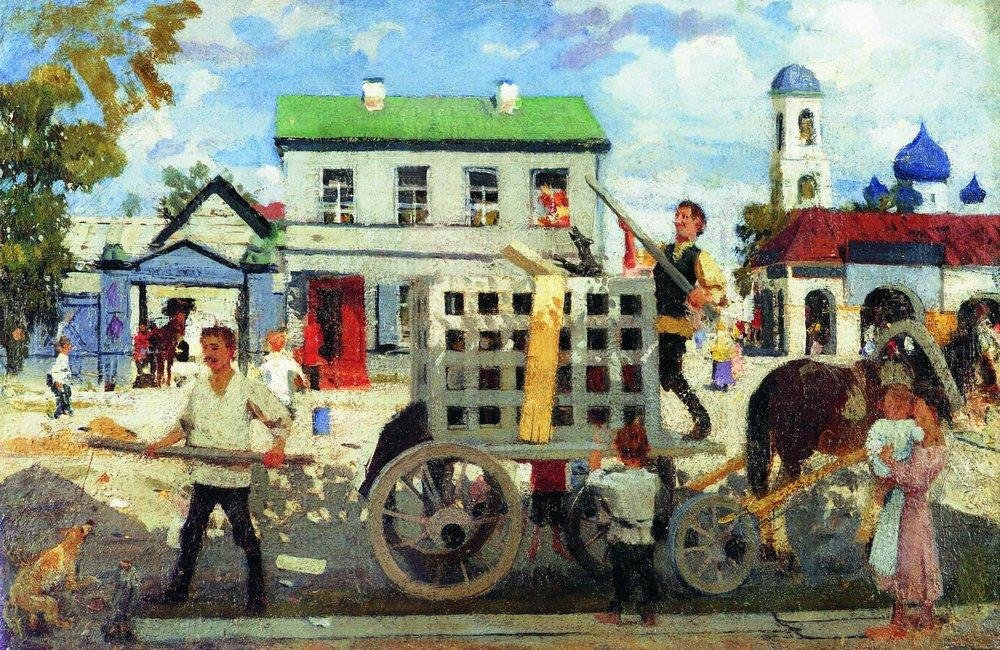
Hundefänger bei der Arbeit (1920), Gemälde von Boris Kustodijew – Symbolbild

Die Geschichte spielt im Winter 1924/25 in Moskau, vorwiegend in der Wohnung des erfolgreichen und wohlhabenden Chirurgen Professor Filipp Filippowitsch Preobrashenski, der sich auf verjüngende Operationen spezialisiert hat. In einem Experiment implantiert er zusammen mit seinem Assistenten Doktor Iwan Arnoldowitsch Bormental dem streunenden Hund Bello die Hirnanhangdrüse und Hoden des kürzlich verstorbenen Alkoholikers und Kleinkriminellen Klim Grigorjewitsch Tschugunkin. Wider Erwarten überlebt der Hund den Eingriff, gesundet allmählich und bekommt in den nächsten Tagen mehr und mehr menschliche Züge: Er verliert sein Fell, wächst, geht auf den Hinterbeinen und beginnt zu sprechen. Nachdem seine Umwandlung in einen Menschen abgeschlossen ist, stellt sich heraus, dass er die negativen Eigenschaften des Spenders ererbte: schlechte Manieren, Aggressivität, vulgäre Ausdrucksweise und einen starken Hang zum Alkohol. Der neue Mensch gibt sich den absurden Namen Polygraf Polygrafowitsch Bellow (in anderer deutscher Übersetzung auch Lumpi versus Lumpikoff im russ. Original jedoch Scharik „Шарик“ und als Mensch „Шариков“ Scharikoff), nimmt schließlich eine Anstellung als Leiter der Unterabteilung zur Säuberung der Stadt Moskau von streunenden Tieren (Katzen usw.) bei der Stadtreinigung der Moskauer Kommunalwirtschaft an und verkehrt mehr und mehr mit Kommunisten, die versuchen, Bellow gegen seinen regimekritischen Schöpfer auszuspielen. Mit seinem Verhalten macht er das Leben in der Wohnung des Professors vollends zu einem Albtraum, was diesen und seinen Assistenten dazu veranlasst, die Verwandlung rückgängig zu machen: Bellow wird erneut operiert und verwandelt sich zurück zu einem Hund. Bello kann sich nicht an die Ereignisse erinnern und ist dazu bestimmt, ein angenehmes Leben in der Wohnung des Professors zu führen.
Der erste Teil wird aus der Perspektive des Hundes Bello erzählt und beschreibt, wie der ausgemergelte und verletzte Hund vom Professor in die Wohnung gelockt, gepflegt und reichlich verköstigt wird. In der Folge verfolgt der Hund den Alltag in der Wohnung des Professors und fürchtet um sein gutes Leben im geheizten Haus mit reichlich Nahrung, wenn er sich mal wieder schlecht benommen hat. Dabei wechselt die Perspektive des Hundes gelegentlich mit der des allwissenden Erzählers. Der nächste Abschnitt, der die Verwandlung des Hunds nach der Operation zu Bellow beschreibt, besteht aus dem Tagebuch des Doktors Bormental. Den Rest des Geschehens sieht man wieder aus der Perspektive des allwissenden Erzählers; nur in den letzten beiden Abschnitten des Epilogs wird Bello noch einmal zum Erzähler.

## Thematik und Interpretation
Bulgakow spinnt im Prosawerk Hundeherz das Homunkulus-Thema (vgl. Goethes Faust oder Shelleys Frankenstein) aus und verbindet dieses mit spöttischen Anspielungen auf den „neuen proletarischen Menschen“. Insbesondere zu Goethes Faust werden in der literarischen Interpretation zahlreiche Analogien gezogen.
Wie in Hundeherz spielen Tiere in vielen Werken Bulgakows eine wesentliche Rolle. Sie eignen sich besonders, verschlüsselt Kritik zu üben.
Die Erzählung wurde einerseits interpretiert als Satire auf die sowjetischen utopischen Versuche, die menschliche Natur durch Schaffung des Neuen Sowjetmenschen grundlegend zu verbessern, und andererseits als ironische Stellungnahme zu den Versuchen der Wissenschaftler, in die Natur einzugreifen. Eine verbreitete akzeptierte Interpretation lautet, Bulgakow versuche all die Unzulänglichkeiten des Systems aufzuzeigen, das einem Menschen mit der Intelligenz eines Hundes erlaubt, wichtige Aufgaben zu übernehmen.
Bellow ist nach Auffassung der Oxforder Slawistin Julie Curtis eine Wiedergeburt des widerlichen Proletariers, während der Professor eine übertriebene Vision des bourgeoisen Traums repräsentiert.
Namen spielen in der Geschichte eine bedeutende Rolle: Preobrashenskis Name ist vom russischen Wort für Verwandlungskunst abgeleitet. Der Name erinnert außerdem an Jewgeni Alexejewitsch Preobraschenski, einen kommunistischen Funktionär und Wirtschaftsfachmann der UdSSR. Bellos russischer Name, Scharik, ist im Russischen ein weit verbreiteter Hundename. Vor- und Vatersname des „Hundemenschen“ Polygraf Polygrafowitsch lassen sich ungefähr mit Drucker, Sohn des Druckwesens (das Druckwesen wird auch als Polygrafisches Gewerbe bezeichnet) übersetzen und setzt eine Tradition unsinniger Doppelnamen in der russischen Literatur fort, die auf Gogols Helden Akakij Akakijewitsch in Der Mantel zurückgeht. Der Name ist zudem eine Satire auf eine Mode in der frühen Sowjetzeit, Kindern Namen mit Bezug zur Revolution, zur (Industrie-)Produktion und zum „Fortschritt“ im Allgemeinen zu geben. Dennoch wurde der Name in der Geschichte nach der alten russischen Tradition gewählt, den Kalender zu konsultieren, der den 4. März als Polygrafs Namenstag angab. Sein Nachname im russischen Original lautet in Anlehnung an den Hundenamen Scharikow. Der Name des trinkenden Spenders der menschlichen Implantate ist Tschugunkin, eine Ableitung von Gusseisen und mögliche Parodie auf Stalins Namen, der für der Stählerne stehen dürfte.
Das lebendige Vorbild für die Figur des Professors Preobrashenski war höchstwahrscheinlich der russisch-französische Chirurg Serge Voronoff, der durch seine Experimente, Menschen Hoden und Schilddrüsen von Tieren zu implantieren, Berühmtheit erlangte. Bulgakow wurde selber Teil der im Buch dargestellten Moskauer Intelligenz, die sich mit der von ihr abhängigen Sowjetmacht arrangiert hatte und wie auf einer Insel weiterlebte, nachdem er 1924 die Aristokratentochter Ljubow Jewgenjewna Beloserskaja geheiratet hatte. In diesen Kreisen traf er auch auf Ärzte, die ebenfalls als Vorbild für die Charaktere im Buch gedient haben könnten.
Preobrashenski, der als „Umwandler“ dem leidenden Hund ein schönes, aber unfreies Leben verschafft, dürfte zudem auch als russischer Faust eine Parodie auf Lenin darstellen.

## Veröffentlichung und Rezeption
Bulgakow schrieb Hundeherz in den ersten drei Monaten des Jahres 1925, konnte jedoch eine Veröffentlichung als Einzelband oder als Bestandteil seiner Erzählungensammlung Teufeliaden (russisch Дьяволиада) nicht erreichen. Aus Furcht vor der Zensur lehnte der Verleger Boris Leontjew die Publikation ab und gab in einem Brief an Bulgakow das Urteil des einflussreichen Parteimitglieds Lew Kamenew über das Hundeherz wieder: „Sie ist eine ätzende Attacke auf unsere gegenwärtigen Verhältnisse und kommt auf keinen Fall für eine Veröffentlichung in Betracht …“. Der als „revolutionsfeindlich“ kritisierte Sammelband Teufeliaden, mit seinen fünf Erzählungen ungleicher Länge (u. a. Die verhängnisvollen Eier) erschien daher im Sommer 1925 ohne Hundeherz. Das Buch wurde kurz darauf beschlagnahmt, 1926 jedoch neu aufgelegt.

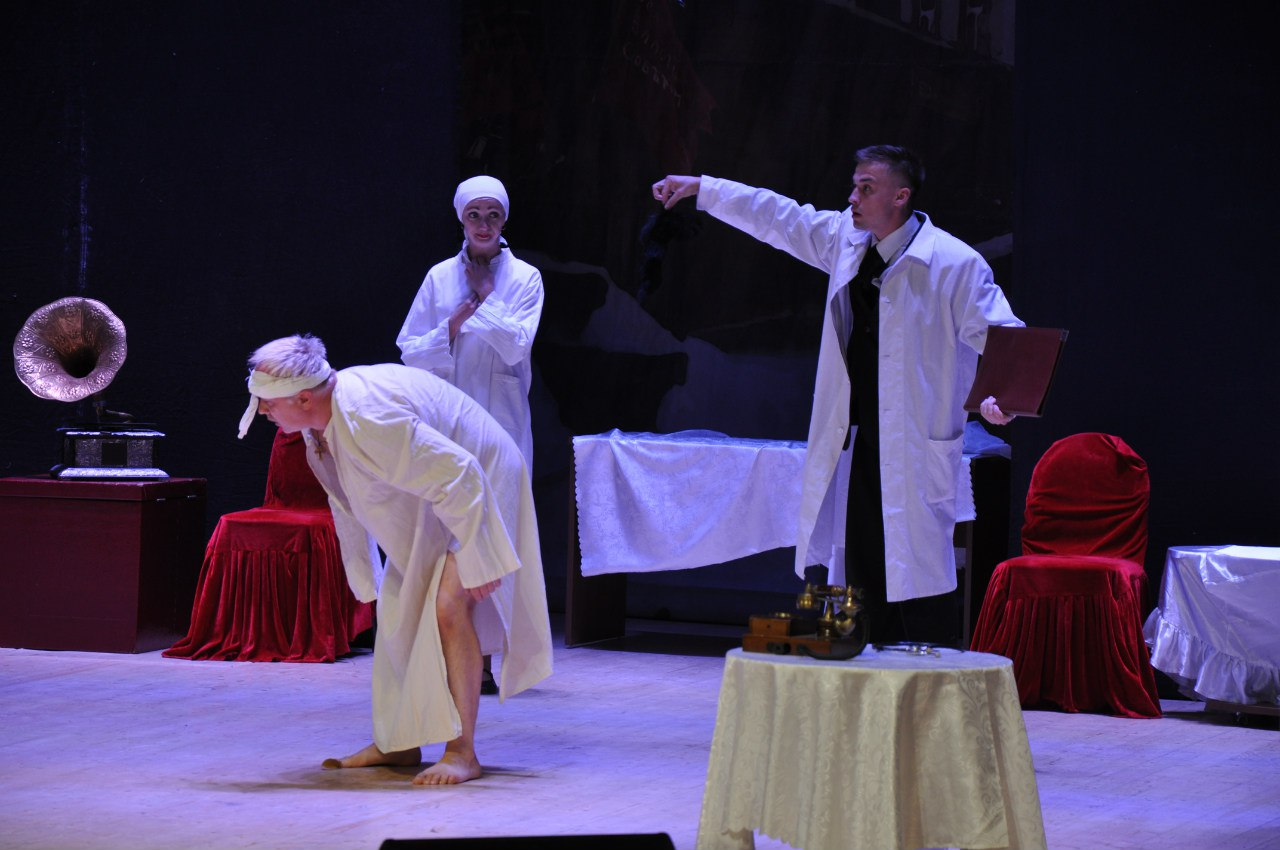
Vorführung des Theaterstücks Hundeherz in einem russischen Theater 2015

1926 schrieb Bulgakow anhand der Erzählung ein Theaterstück für das Tschechow-Kunsttheater Moskau. Die Aufführungen wurden aber abgesagt, nachdem die Geheimpolizei OGPU das Manuskript und die Kopien am 7. Mai konfisziert hatte. Dank der Unterstützung von Maxim Gorki erhielt der Autor 1929 das Manuskript von Hundeherz zurück. In der Sowjetunion wurde Hundeherz erst 1987 veröffentlicht, mehr als ein halbes Jahrhundert nach der Fertigstellung des Werkes. Als Samisdat wurde die Geschichte jedoch schon vorher in der Sowjetunion verbreitet.
Ein Exilverlag in Frankfurt am Main publizierte die Erzählung 1968 erstmals. Dieser Text und die ersten Übersetzungen folgten aber nicht Bulgakows letztem Transkript.
Auf dem deutschen Buchmarkt war Hundeherz, erschienen 1968 in Neuwied, lange nur im Sammelband Teufeliaden, mit einigen anderen Erzählungen, erhältlich. 2013 erschien eine Neuübersetzung von Alexander Nitzberg mit dem Titel Das hündische Herz, die auf der letzten Fassung von Bulgakows Text basiert; 2023 eine weitere Neuübersetzung von Alexandra Berlina (Das Hundeherz).

## Verfilmungen
Hundeherz wurde 1976 in einer italienisch-deutschen Produktion als Warum bellt Herr Bobikow? (Originaltitel: Cuore di cane) verfilmt. In der Hauptrolle spielte Max von Sydow den Professor Preobrashenski.
Kurz nach der offiziellen Publikation des Prosawerks in der Sowjetunion erschien 1988 der sehr erfolgreiche Film Sobatschje serdze (russisch Собачье сердце), der von Wladimir Bortko in Sepia aufgenommen wurde. Wichtige Szenen, die diesen Film bekannt machten, wurden aus der unüblich tiefen Perspektive eines Hundes gedreht. Die Darstellung des Professors Preobraschenski zählt zu den markantesten Rollen des russischen Schauspielers Jewgeni Jewstignejew.

## Musikalische Darbietungen
Das komische Opernstück The Murder of Comrade Sharik (1973) von William Bergsma und Alexander Raskatows Oper Hundeherz (2008/09) basieren auf dieser Erzählung.